# Sparks Carlsbad Skatepark
Sparks Carlsbad Skatepark (även kallad Mogul Maze eller enbart Carlsbad Skatepark) var världens första skateboardpark.  Parken var en utomhusanläggning, med snakeruns och bowls i betong, och var belägen i Carlsbad i södra Kalifornien, USA.

## Historia
Under vad som senare kommit att kallas den andra skateboardvågen, byggdes Sparks Carlsbad Skatepark i början av 1976, och öppnades för allmänheten samma år, den 13 mars. Parken låg i anslutning till Carlsbad racingtrack, där det bland annat tävlades i dragracing. Anläggningen var kommersiell och inträdet var tre dollar.
John O'Malley och Jack Graham som designade och konstruerade skateboardparken var nyskapande på så vis att anläggningen kom till utan någon mall eller förebild. Byggnationen kom att följas av hundratals skateparker internationellt, av vilka många inspirerats av Carlsbads design.
Som en följd av att det byggdes fler parker och att intresset allmänt började mattas av kring år 1979, minskade antalet åkare i skateparken. Carlsbad upphörde som kommersiell anläggning under 1980-talet. Detta tillsammans med att exempelvis en del av parken började användas som fiskdamm, ledde till att parken gradvis förföll.
Hösten 2004 skedde protester från lokala skejtare och skateboardföretag, då planer på att riva och jämna området, för att ge plats åt företags- och industrifastigheter, blev aktuella. Skateboardparken var vid denna tid delvis begravd under jord. Utöver att demonstrera, presenterades också förslag på att köpa loss marken och det fanns en vision om att  återställa och bygga ut parken, samt bygga ett museum i dess anslutning.
Protesterna gav inte önskad respons, och under år 2005 blev området jämnat av bulldozers. 
På andra platser i Carlsbad har det senare tillkommit nya skateparker. Även dessa har fått namnet Carlsbad Skatepark.

## Kända åkare
Till de mer kända namn som tidigt var regelbundna åkare i parken hör Tony Alva, och Tony Hawk. Senare blev också Shaun White en återkommande skejtare i parken. Både Tony Hawk och Shaun White är uppväxta i Carlsbad.